# 고바타역
고바타역(일본어: 木幡駅, こばたえき)은 일본 효고현 고베시 니시구에 있는 고베 전철 아오 선의 역이다. 역 번호는 KB45이다.

## 역사
- 1937년 6월 15일: 미키 전기철도의 아이나 ~ 오시베다니 간 개통 시 고하타역으로 영업 개시.
- 1947년 1월 9일: 고베 아리마 전기철도와 미키 전기철도가 회사 합병하고 신아리미키 전기철도의 역이 됨.
- 1952년 10월 1일: 전철 고하타 역으로 역명 변경.
- 1979년 11월: 역사 신축.
- 1988년 4월 1일: 다시 고하타역으로 역명 변경.

## 역 구조
상대식 승강장 2면 2선의 지상역이다. 역사는 하행 승강장 측에 있고, 상행 승강장은 구내 건널목에서 연결된다.
연선 광 네트워크에 접속된 역무 원격 시스템이 도입되어 있어, 센터 역에서 자동 매표기, 자동 개찰기, 자동 정산기, TV카메라, 인터폰, 셔터가 원격 조작된다. 이로 인하여, 역무원의 순회역이고, 구내 매점도 설치되지 않았지만 역 부근의 상점에서 기획 승차권 위탁 판매가 이루어지고 있다.

### 승강장
| 1 | ■ 아오 선(하행) | 오시베다니・시지미・에비스・미키・오노・아오 방면     |
| 2 | ■ 아오 선(상행) | 니시스즈란다이・스즈란다이・미나토가와・신카이치 방면 |

## 역 주변
역전 주변에 주택은 적지만 조금 떨어진 곳에 주택이 집중되어 있다.
- 아키바다이(신흥 주택지)
- 고베 시립 기즈 유치원

## 인접역
| 고베 전철 아오 선                 | 고베 전철 아오 선 | 고베 전철 아오 선     |
| --------------------------------- | ----------------- | --------------------- |
| KB42 니시스즈란다이 신카이치 방면 | ■ 급행            | 사카에 KB46 아오 방면 |
| KB44 기즈 신카이치 방면           | ■ 준급 ■ 보통     | 사카에 KB46 아오 방면 |